# Крячок полярний

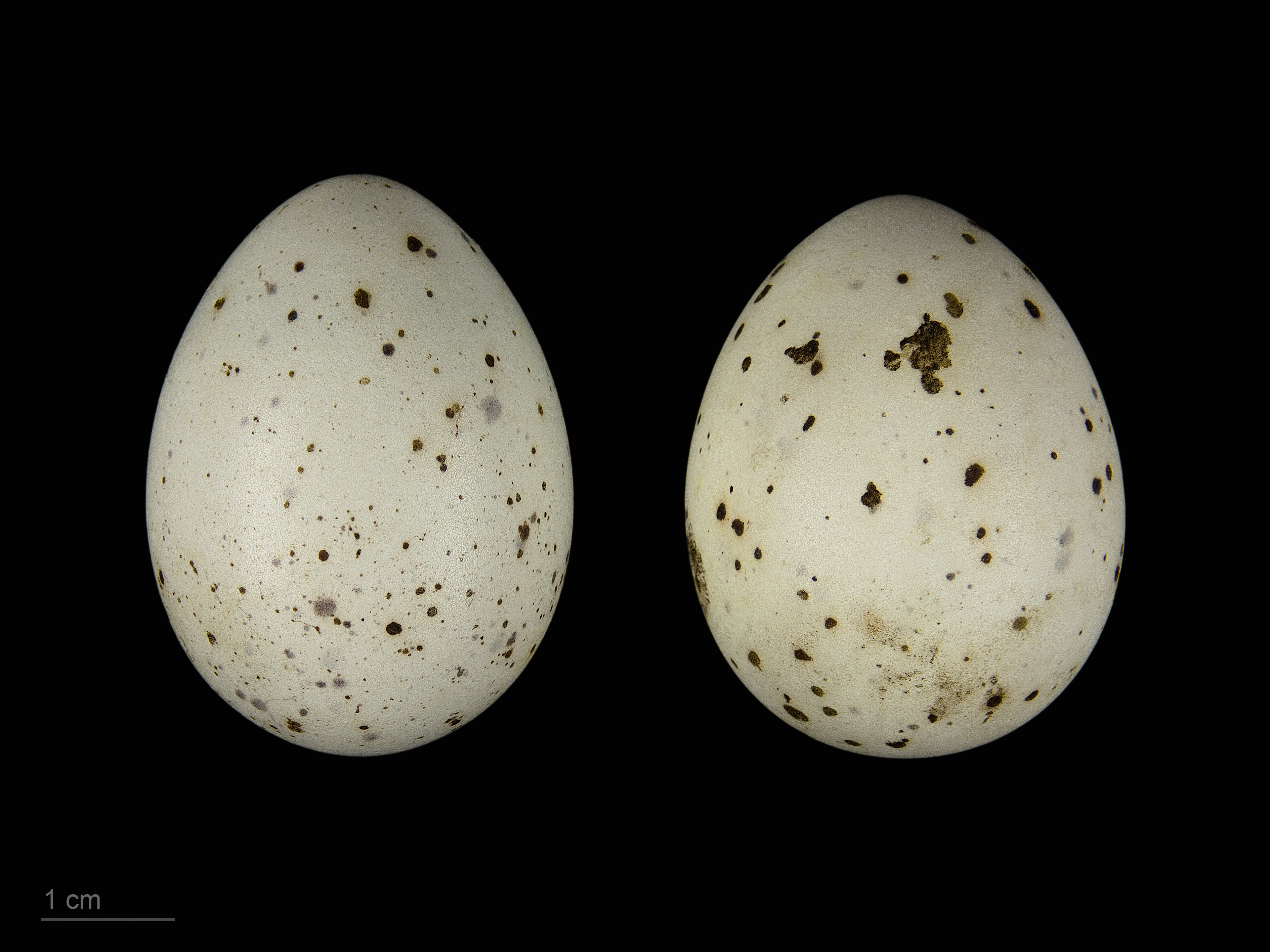
яйце Sterna paradisaea - Тулузький музей

Крячок полярний (Sterna paradisaea) — морський птах родини крячкових (Sternidae). Цей птах має навколополярний ареал, гніздиться переважно в арктичних та субарктичних районах Європи, Азії і Північної Америки (на південь до Бретані і Массачусетса). В Україні рідкісний залітний птах. Вид здійснює дуже протяжні міграції, в результаті чого щороку зустрічає літо двічі — над Арктикою і Антарктикою, подорожуючи на відстань близько 40 тис. км, а деякі навіть коло 90 тис. км. Це найдовший маршрут регулярної міграції серед всіх відомих тварин.

## Загальна характеристика виду
Полярні крячки мають тіло середнього розміру, до 33-35 см завдовжки та розмах крил 80-95 см. Оперення переважно сіре і біле, дзьоб і ноги червоні, тім'я чорне, лоб, щоки та шия білі. Верхня сторона крил сіра, передній край білий. Роздвоєний вилоподібний хвіст білуватий, із сірим обідком.
Полярні крячки живуть у природних умовах приблизно 20-30 років, та за своє відносно довге життя пташка може пролетіти більше 2-ух мільйонів км. Харчуються переважно рибою та невеликими морськими безхребетними. Вид досить поширений, загальна чисельність оцінюється в один мільйон особин. Хоча історія чисельності невідома, людська діяльність значно скоротила чисельність птахів на півдні ареалу гніздування.
Полярний крячок живе в Арктиці тільки влітку — коли за полярним колом полярний день і сонце не заходить. Наприкінці літа птах відлітає на південь, але не зупиняється в теплих країнах, а долає 20 тис. км до Антарктики, де саме починається літо і полярний день. 